# 慈悲藥師寶懺
《慈悲藥師寶懺》簡稱《藥師寶懺》或《藥師懺》，是以《藥師琉璃光如來本願功德經》為依據所作成的禮懺文本，為佛教中懺悔罪障的方便修行法門之一。依此懺法至誠禮懺，則可消災延壽、滿願如意。:29

慈悲藥師寶懺

## 由來概述
此懺法緣由記載於《慈悲藥師寶懺》卷上，而譯出《慈悲藥師寶懺》的作者現已不可考。:28

諸佛菩薩悲愍眾生，因爲眾生業力深重，不明信因果，不勤於懺悔，縱容貪嗔痴、肆殺盜淫等，犯下的罪業一天比一天深厚，而導致壽命減損、官位不保、甚至罹斯九橫等等報應，種種惡報，都是自作自受，不論先後纖毫不差，遲早必報。此時，藥師琉璃光如來，慈悲拯濟眾生，依《藥師琉璃光如來本願功德經》所說，令恭誦此經者如法建造藥師佛等佛像七尊並如法供養（則可得過度危厄之難，不為諸橫和惡鬼所持）：

在每尊佛像前各自供奉七盞燈，每盞燈的燈量大小如同車輪一般，然後燃燈供佛連續四十九天且光明不絕，但有錢的貴族或大戶人家才有能力依照此方法如法供養、如法莊嚴道場，一般的信眾是做不到的。因為這個緣故，該作者便從《藥師琉璃光如來本願功德經》中譯出此消災延壽懺法，場地在寺院或是自家皆可，可集結大眾善信之力，清淨莊嚴道場，各自依照自身的能力供養佛菩薩、依科讚詠、虔誠禮佛，則所求皆應，皆得滿願。如同經上所說，先懺悔自身罪業清淨身心，斷除諸惡發誓不再犯，清淨過去罪業，則善信的所求，佛菩薩加持令其滿足。:28

## 內容概要
《慈悲藥師寶懺》分成上、中、下三卷，文中分別將藥師佛十二大願及《藥師琉璃光如來本願功德經》經文意義，分別融入於該懺法文本中，讓恭誦者能夠依懺文的順序，懺悔、禮拜三寶、持咒、讚佛依序修持，《慈悲藥師寶懺》儀軌結構如下：

- 卷上：嚴淨壇場，香讚，證明禮懺，禮佛，懺悔，禮佛，懺悔，禮佛，懺悔，持咒、讚嘆。[1]:39:40[5]

- 卷中：禮佛，懺悔，禮佛，懺悔，持咒，懺悔之功德殊勝，禮佛，懺悔，持咒，讚佛，遶壇念佛。[1]:40:41[5]

- 卷下：讚佛，禮佛，懺悔，禮佛，觀心實相，禮佛，懺悔，持咒，讚佛及菩薩，遶壇念佛，迴向，結壇。[1]:40:41[5]

## 外部資料
- 慈悲藥師寶懺（上中下） （页面存档备份，存于）
- 消災延壽藥師懺法 （页面存档备份，存于）